# Chrysotus straeleni
Chrysotus straeleni är en tvåvingeart som beskrevs av Vanschuytbroeck 1951. Chrysotus straeleni ingår i släktet Chrysotus och familjen styltflugor.
Artens utbredningsområde är Kongo. Inga underarter finns listade i Catalogue of Life.